# Et tu danses avec lui
Singles de C. Jérôme
P'tit Bonhomme
(1984) Comme si
(1985)
Et tu danses avec lui est une chanson interprétée par C. Jérôme, écrite par Jean Albertini sur une musique de Didier Barbelivien, sortie en septembre 1985 sous le label Zone Music.
C'est l'un des plus grands succès de la carrière du chanteur, atteignant la 2e place du Top 50 avec plus de 700 000 exemplaires vendus en France. C'est également le single du chanteur le plus vendu des années 1980, devant sa reprise de Derniers Baisers.

## Contexte
Elle est proposée en 1979 par Didier Barbelivien à C. Jérôme qui la refuse après avoir écouté la maquette. Le chanteur retrouve la cassette avec la maquette au début de l'année 1985 après un déménagement et décide finalement de l'enregistrer la même année,.

## Accueil commercial
Le single est un succès. Il est certifié disque d'or par le Syndicat national de l'édition phonographique, se vendant à environ 700 000 exemplaires et relance la carrière de C. Jérôme. La chanson entre dans le Top 50 en septembre 1985, et atteindra la 2e position, ne parvenant pas à détrôner Je te donne de Jean-Jacques Goldman et Michael Jones, qui occupait alors la tête du classement. Et tu danses avec lui est resté à la 2e position pendant quatre semaines consécutives et a quitté le Top 50 après 26 semaines de présence. Il s'agit du 45 tours le plus vendu du chanteur en France avec Kiss Me,.

## Liste des titres
| A. | Et tu danses avec lui       | 3:35 |
| B. | Te moque pas du p'tit homme | 3:30 |

## Classements et certifications
| Classement (1985–86)              | Meilleure position |
| --------------------------------- | ------------------ |
| Europe (European Hot 100 Singles) | 28                 |
| France (SNEP)                     | 2                  |
| Québec (Palmarès francophone)     | 10                 |

| Classement (1985) | Position |
| ----------------- | -------- |
| France (SNEP)     | 16       |

### Certifications
| Pays                           | Certification | Ventes certifiées |
| ------------------------------ | ------------- | ----------------- |
| France (SNEP)                  | Or            | 500 000*          |
| *Ventes selon la certification |               |                   |

## Historique de sortie
| Région | Date | Format   | Label                                 |
| ------ | ---- | -------- | ------------------------------------- |
| France | 1985 | 45 tours | Zone Music                            |
| Europe | 1985 | 45 tours | - Charles Talar - Zone Music - Ariola |
| Canada | 1985 | 45 tours | Kébec-Disc                            |

## Reprises
En 1985, au Québec, elle est également enregistrée par René Simard.
En 2009, Didier Barbelivien la reprend sur son album Atelier d'artistes.